# Chrysochoú
Chrysochoú (grec moderne : Χρυσοχού) est un village chypriote situé dans le district de Paphos et comptant plus de 132 habitants.